# Station Gourdon
Station Gourdon is een spoorwegstation in de gemeente Gourdon in het Franse departement Lot.